# Napoleonský komplex

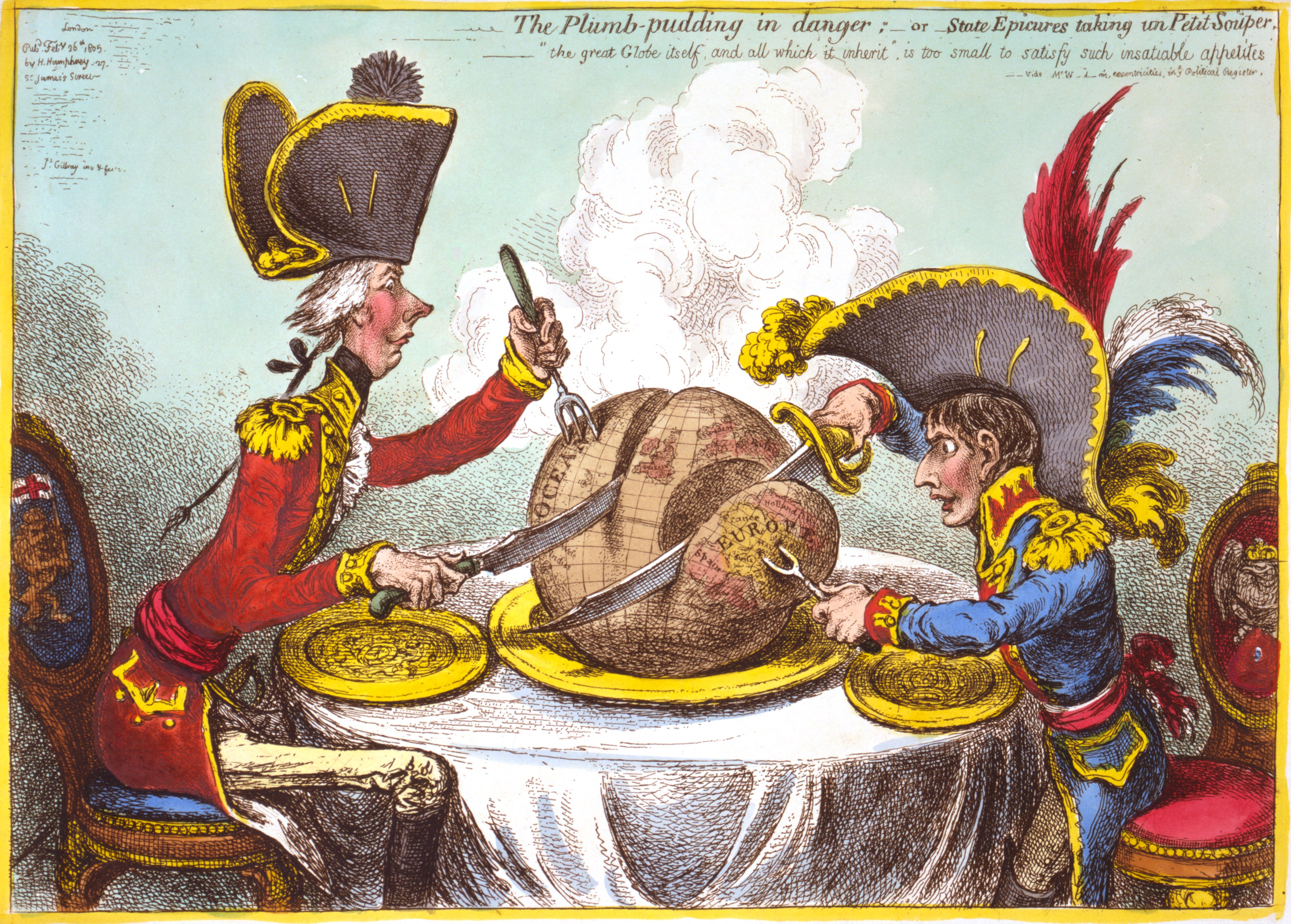
William Pitt a Napoleon na karikatuře (1805)

Napoleonský komplex (často také pod názvem „Napoleonův syndrom“ nebo „Komplex malého muže“) je lidové označení pro specifický psychický komplex vycházející z malé výšky, v širším významu pak vycházející z jakékoli fyzické indispozice. Pojmenován byl podle  francouzského vojevůdce a císaře Napoleona.

## Úvod
Jako hovorový termín používaný v psychologii, psychiatrii a psychoanalýze odkazuje napoleonský komplex na specifický typ vnitřního komplexu spojeného s lidmi malého vzrůstu, častěji pak s muži. Tento termín se používá také obecně pro lidi, kteří si svůj hendikep kompenzují v ostatních oblastech života.

## Hovorovost výrazu
Termín napoleonský komplex je jen zřídka zařazen jako příspěvek v encyklopediích a slovnících určeným k psychologickým a vědeckým účelům. Napoleonský komplex tedy není skoro nikdy předmětem vědeckého výzkumu v profesionálních publikacích psychologie, psychoanalýzy, nebo psychiatrie. Hlavně tedy tento název představuje pseudovědecký termín používaný především mezi žurnalisty, kteří chtějí poskytnout jasné vysvětlení pro chování politiků, interpretů a jiných celebrit s menším výškovým vzrůstem. Také se termín zavedl v lidové psychologii, kde se jím vysvětluje nezvyklé či divné explicitní chování kamaráda, nebo známosti. Zajímavostí zůstává, že se tento termín neobjevuje jako rozpoznání osobnostní dysfunkce ani v knize Diagnostický a statistický manuál duševních poruch publikované Americkou psychiatrickou asociací.

## Kompenzace problému
Jedinci s touto dispozicí mají pak předpoklady k přehnanému vynahrazování si jejich malého vzrůstu nadměrně útočným, nepřátelským, až hádavým chováním v jejich mezilidských vztazích. Nicméně, napoleonský komplex motivuje i k jiným než násilným sklonům v chování. Nejvíce povšimnutelné je pak například věšení obrazů na stěny níže, než je standard, nebo nošení obuvi s tlustší podrážkou. Na druhou stranu, taková osoba může být takřka donucena omlouvat a vynahrazovat si své nízké sebevědomí stanovením sama sobě velmi vysokých a ambiciózních cílů.
Jako ideální příklad může sloužit například Američanka Wilma Rudolph, oběť debility kvůli dětské obrně, která později jako první třikrát vyhrála medaili za ženský přespolní běh na Olympijských hrách. Příkladem jedince s napoleonským komplexem je také postava Curleyho ve Steinbeckově díle O myších a lidech, kde si Curley svůj komplex vybíjí bitkami s vyššími muži (např. s Lennym). Běžné jsou i případy politiků, u nichž se objevuje časté agresivní a hádavé chování a pocit nadřazenosti.
V jiných případech může kompenzace nabýt více komplikovaných, nebo symbolických podob. A protože malí lidé se nemohou fyzicky udělat vyššími, je časté, že se jako vyšší chovají. Mohou například aspirovat na vysokou pracovní pozici. Jednoduše se mohou chovat jako dominantnější jedinci, asertivně, nebo dokonce arogantně. Pro některé potenciální génie může být řešením výjimečná potřeba moci, která se odehrává ve vojenském prostředí. A proto může být napoleonský komplex viděn jako část Adlerovy individuální psychologie.

### Popsání podstaty A. Adlerem
Napoleonský komplex je také často spojován se jménem Alfred Adler. Ten ho tak ale nenazval, pouze popsal jeho podstatu. Klíčovým konceptem v Adlerově teorii byl vnitřní komplex. I když tento jev může nabývat mnoha forem, velice podstatný je jeho smysl vnitřní méněcennosti kvůli fyzické dispozici. Tento koncept mohl být částečně inspirován Adlerovými vlastními zážitky během jeho prostonaného dětství, zahrnujícím záchvaty křivice, které mu zabraňovaly v chození až do jeho čtyř let. Pod speciálními podmínkami, jedinec může reagovat na tuto vnitřní méněcennost okamžitou přehnanou kompenzací jeho hendikepu.

## Uvedení termínu do biologie
Napoleonský komplex byl neočekávaně před nedávnem představen jako vědecký koncept v oboru evoluční biologie. U zvířecích druhů, kde se vyskytuje samčí soutěživost pro rozmnožovací účely, jsou častějšími agresory v 80 % právě jedinci menšího vzrůstu. Nicméně, je jasné, že toto užití se značně liší od původního užívání tohoto termínu. Tento nový způsob aplikace tudíž nejspíš neovlivní jeho zaběhlý význam v sociálních vědách.

## Zdroj pojmenování
Zdroj pro celé toto pojmenování je Napoleon Bonaparte, jehož armádní výpravy a ambice byly přisuzovány právě jeho touze po kompenzování si výšky. Mylnost tohoto tvrzení se ukazuje při uvážení faktu, že byl v tehdejší době dokonce o něco vyšší než průměrný Francouz. Jeho domnělý malý vzrůst byl totiž odvozován jak podle špatné délky míry francouzského coulu (který byl o 7 % delší než nynější anglický coul), tak podle špatného překladu výrazu le petit caporal (Angličany nepřesně překládán jako „malý kaprál“, přestože Francouzi v tomto kontextu slovo malý požívají jako vyjádření postavení, ne vzrůstu). Tudíž Napoleon není zrovna nejvěrnějším příkladem napoleonského komplexu. O tom, že neměl sebemenší nejistoty ohledně své postavy, svědčí skutečnost, že se obklopil strážci, kteří byli jedni z nejvyšších.
Stejně tak mýtus o malém vzrůstu vychází z dobové propagandy, ve které byl Napoleon znázorňován jako tzv. little boney (agresivní tyran malého vzrůstu). V rámci propagandy vzniklo celá řada dezinformačních karikatur zachycujících „malého“ Napoleona v kontrastu s jinými velikány své doby, případně dokonce se zvířaty.